# Anaea jansonica
Anaea jansonica is een vlinder uit de familie van de Nymphalidae. De wetenschappelijke naam van de soort is voor het eerst geldig gepubliceerd in 1946 door Vázquez.